# Jamal Takch
Jamal Takch (né en 1957) est un homme politique libanais.
Diplômé en médecine après des études en Roumanie et en Iran, il est membre du Hezbollah et l'un de ses principaux cadres dans la région de Baalbeck-Hermel. En 2005, il est choisi par son parti pour occuper le siège de député chiite de cette circonscription.
Élu, il devient membre du Bloc de la fidélité à la Résistance au sein du Parlement.